# Губино (Волжское сельское поселение)
В том числе ещё две деревни Губино есть в Рыбинском районе, обе — в Назаровском сельском поселении
Гу́бино — деревня в Михайловском сельском округе Волжского сельского поселения Рыбинского района Ярославской области .
Деревня расположена в окружении лесов, в юго-восточной части поселения, на левом, восточном берегу реки Языковка, притока Черёмухи, протекающей в южном направлении. Выше по течению на том же берегу на расстоянии около 1 км стоит деревня Михеевка, ниже по течению стоят две деревни  Легки и Леонтьевское. Эти четыре деревни образуют юго-восточную оконечность Волжского сельского поселения. К северо-востоку от них в верховьях Языковки находится Октябрьское сельское поселение, а ниже по реке, к югу и к востоку начинается Большесельский район. По левому берегу Языковки проходит просёлочная дорога, связывающая стоящие на ней деревни .
На 1 января 2007 года в деревне не числилось постоянных жителей . Почтовое отделение, находящееся в деревне Семенники, обслуживает в деревне Губино 5 домов .